# Alexander Grigorjewitsch Bakirow
Alexander Grigorjewitsch Bakirow (russisch Александр Григорьевич Бакиров; * 25. Januarjul. / 7. Februar 1915greg. im Dorf Borskoje, Gouvernement Samara; † 2009 in Tomsk) war ein sowjetisch-russischer Geologe und Hochschullehrer.

## Leben
Nach dem Besuch der zehnjährigen Schule begann Bakirow das Studium in Samara am Institut für Geologische Prospektion. Als das Institut 1932 geschlossen wurde, kam er an das Moskauer Bergbau-Institut. 1933 wechselte er zum Tomsker Bergbau-Institut (später Tomsker Polytechnisches Institut (TPI)), an dem er das Studium 1939 in der Fachrichtung Geologie und Prospektion mit Auszeichnung abschloss. Anschließend wurde er Aspirant am Lehrstuhl für Kristallographie und Mineralogie. Seine erste wissenschaftliche Arbeit über die Zyklen der Gebirgsbildung des Urals erhielt von Wladimir Afanassjewitsch Obrutschew eine hohe Bewertung.
Zu Beginn des Deutsch-Sowjetischen Kriegs wurde Bakirow zur Roten Armee eingezogen und kommandierte einen Verwaltungszug auf dem Bahnhof Assino der Tomsker Eisenbahn. Im Februar 1942 kam er an die Front, kommandierte eine Batterie und wurde verwundet. Er nahm an der Lwiw-Sandomierz-Operation teil und an der Befreiung Polens und der Tschechoslowakei. Im Dezember 1945 wurde er demobilisiert.
1946 setzte Bakirow seine Aspirantur am TPI am Lehrstuhl für Mineralogie und Petrographie fort und wurde 1948 Assistent. Im selben Jahr verteidigte er im Wissenschaftlichen Rat des TPI seine bei Alexei Michailowitsch Kusmin angefertigte Dissertation über die Kempirsai-Nickel-Lagerstätten im Gebiet Aqtöbe für die Promotion zum Kandidaten der geologisch-mineralogischen Wissenschaften am 14. Juni 1949. 1951 wurde er zum Dozenten am Lehrstuhl für Mineralogie und Kristallographie des TPI ernannt. Er erforschte die Nickel-Lagerstätten im Ural. Insbesondere untersuchte er die Verwitterungsvorgänge und die Gesetzmäßigkeiten der Lagerstättenbildung und verglich sie mit den Vorgängen in den Lagerstätten in anderen Gebieten. Daraus resultierte seine 1970 verteidigte Doktor-Dissertation, mit der er am 12. April 1971 zum Doktor der geologisch-mineralogischen Wissenschaften promoviert wurde. Am 29. März 1972 folgte die Ernennung zum Professor am Lehrstuhl für Mineralogie und Kristallographie des TPI, den er von 1974 bis 1986 leitete. Später erforschte er Ultramafische Gesteine und Chromit-, Asbest-, Bauxit-, Magnetit- und Sulfiderz-Lagerstätten.
Von Juli 1988 bis September 1996 war Bakirow Wissenschaftlicher Hauptmitarbeiter des Forschungslaboratoriums für Elektromagnetische Messsysteme des Lehrstuhls für Mineralogie und Petrographie.
In den letzten Jahren seiner wissenschaftlichen Tätigkeit beschäftigte sich Bakirow nicht nur mit theoretischer Mineralogie und Physik der Mineralentstehung, sondern auch mit Außersinnlicher Wahrnehmung, Energie-Informationswechselwirkung mit der Natur, Eniologie und Biolokation. 2001 veröffentlichte er sein Lehrbuch der Biolokation, das er dem Verfasser N. A. Kaschkorow des 1916 erschienenen kleinen Buchs über Radiästhesie zum Auffinden unterirdischen Wassers widmete.

## Ehrungen, Preise
- Orden des Vaterländischen Krieges II. Klasse, I. Klasse[1]
- Orden des Roten Sterns
- Medaille „Sieg über Deutschland“
- Medaille „Veteran der Arbeit“
- Jubiläumsmedaille „Zum Gedenken an den 100. Geburtstag von Wladimir Iljitsch Lenin“